# Циста

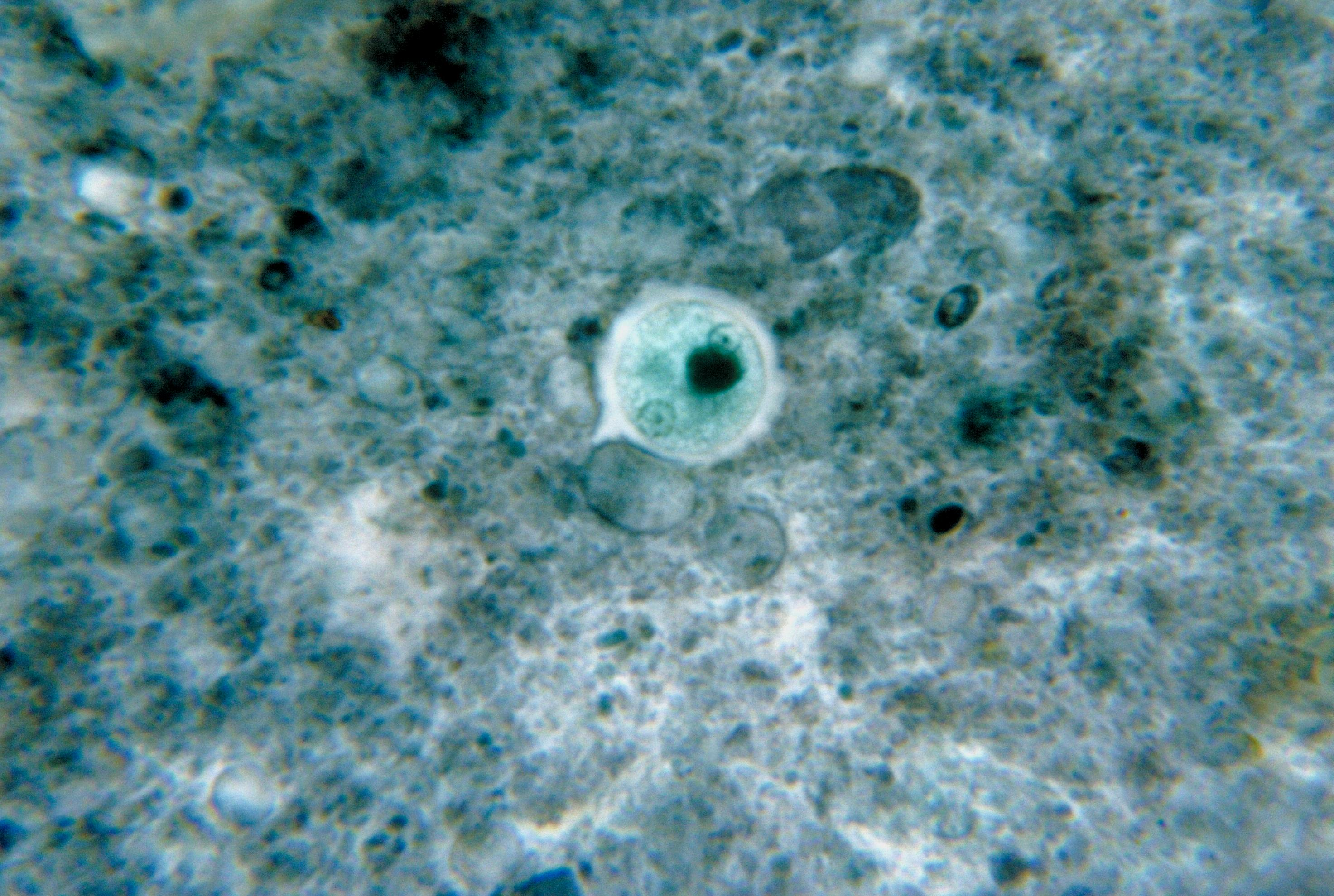
Стадія цисти Entamoeba histolytica

Ци́ста (лат. cystis, від дав.-гр. κύστις — «пузир», звідки також «кіста») — захисна оболонка, яка утворюється при настанні несприятливих умов.
Неактивна (спляча) форма мікроорганізму, зокрема деяких бактерій та найпростіших, що дозволяє організму переносити період несприятливих умов. На цій стадії процеси метаболізму уповільнюються в багато разів та організм втрачає здатність рухатися та споживати їжу. Крім того, утворення цист допомагає мікроорганізмам розповсюджуватися, як між різними хазяїнами, так і між різними навколишніми середовищами. Утворення цисти зазвичай викликається наявністю токсичних речовин, відсутністю їжі або іншим чином несприятливими умовами, а за покращення умов циста проростає з утворенням активної форми організму.

## Цисти бактерій
Цисти можуть формуватися багатьма видами бактерій, зокрема Azomonas, Azotobacter, Bdellovibrio (бделоцисти), представниками ряду Myxococcales (міксоспори) і багатьма ціанобактеріями. Оболонка цист більшості бактерій складається з потовщеного шару пептидоглікану, у деяких, таких як Azotobacter, головним компонентом є алкілрезорціноли, речовини, які складаються з довгих аліфатичних ланцюгів та ароматичних кілець. Цисти бактерій стійкі до висушування та інших шкідливих умов, але набагато меншою мірою, ніж ендоспори.

## Цисти найпростіших
Найпростіші, особливо протозойні паразити, часто змушені витримувати несприятливі умови на певних стадіях життєвого циклу. Наприклад, Entamoeba histolytica, яка спричинює амебіаз, повинна витримати кисле середовище шлунка щоб потрапити до кишки, крім того, вона часто потерпає від висушування та відсутності поживних речовин за межами організму хазяїна у довкіллі. Циста, таким чином, є зручною адаптацією до подібних умов, хоча цисти найпростіших менш витривалі, ніж цисти бактерій. Деякі еайпростіші, проте, можуть існувати у формі цисти протягом достатньо довгого періоду часу, наприклад Colpoda — до 16 місяців, Oicomonas — до 5,5 років, а Peridinium cinctum до 16,5 років. Зазвичай матеріалом оболонки цисти є хітин, хоча часто присутні й додаткові компоненти. Хімічна структура цисти допомагає деяким найпростішим розповсюджуватися: так, сіалові групи, присутні в клітинній стінці цисти Entamoeba histolytica, мають негативний заряд, що дозволяє їм прикріплятися до стінок кишки та уникнути виділення з фекаліями. Інші протозойні паразити, такі як Giardia lamblia та Cryptosporidium, формують цисти як частину свого життєвого циклу. Часто одноклітинний організм проходить через багато циклів клітинного поділу протягом або після стадії цисти, виділяючи численні трофозоїти при проростанні. У вигляді цисти деякі найпростіші можуть існувати до 20 років. За настання сприятливих умов найпростіше виходить з оболонки та починає активну життєдіяльність. Циста забезпечує не тільки переживання несприятливого періоду, а й розселення організмів. З потоками повітря або води, за участі інших тварин цисти можуть переноситися на значні відстані.